# Copa de Algarve 2007
La Copa de Algarve de 2007 fue la decimocuarta edición de este torneo. Es una competición anual de fútbol femenino organizada en la región de Algarve en Portugal.
Estadios Unidos se consagró campeón tras una victoria 2 a 0 frente a Dinamarca en la final. Las yanquis obtuvieron su quinta Copa de Algarve y superaron a Noruega (con 4 títulos) como la selección con más consagraciones en esta Copa.

## Equipos participantes
| Equipo         | FIFA Rankings (diciembre de 2006) |
| -------------- | --------------------------------- |
| Alemania       | 1                                 |
| Estados Unidos | 2                                 |
| Noruega        | 3                                 |
| Suecia         | 4                                 |
| Francia        | 7                                 |
| Dinamarca      | 8                                 |
| China          | 9                                 |
| Italia         | 13                                |
| Finlandia      | 16                                |
| Islandia       | 21                                |
| Irlanda        | 32                                |
| Portugal       | 46                                |

## Fase de grupos

### Grupo A
| Equipo    | Pts | PJ | PG | PE | PP | GF | GC | DG |
| --------- | --- | -- | -- | -- | -- | -- | -- | -- |
| Dinamarca | 6   | 3  | 2  | 0  | 1  | 5  | 3  | +2 |
| Francia   | 6   | 3  | 2  | 0  | 1  | 2  | 4  | -2 |
| Noruega   | 3   | 3  | 1  | 0  | 2  | 2  | 3  | -1 |
| Alemania  | 3   | 3  | 1  | 0  | 2  | 4  | 3  | +1 |

- Los horarios corresponden a la Hora del Oeste Europeo (WET): UTC±00:00

| 7 de marzo | Francia | 0:4 | Dinamarca                                                     | Estadio Municipal, Silves |  |
|            |         |     | Paaske-Sørensen 30' · Pape 68' · Rasmussen 73' · Pedersen 89' |                           |  |

| 7 de marzo | Alemania   | 1:2 | Noruega                  | Estádio Algarve, Faro |  |
|            | Lingor 18' |     | Stensland 15' · Wiik 69' |                       |  |

| 9 de marzo | Francia       | 1:0 | Alemania | Estádio Algarve, Faro |  |
|            | Bussaglia 33' |     |          |                       |  |

| 9 de marzo | Noruega | 0:1 | Dinamarca  | Estádio da Nora, Ferreiras |  |
|            |         |     | Larsen 89' |                            |  |

| 12 de marzo | Francia   | 1:0 | Noruega | Estadio Municipal, Lagos |  |
|             | Abily 67' |     |         |                          |  |

| 12 de marzo | Alemania                        | 3:0 | Dinamarca | Estadio Municipal, Vila Real de Santo António |  |
|             | Mittag 16', 44' · Behringer 48' |     |           |                                               |  |

### Grupo B
| Equipo         | Pts | PJ | PG | PE | PP | GF | GC | DG |
| -------------- | --- | -- | -- | -- | -- | -- | -- | -- |
| Estados Unidos | 9   | 3  | 3  | 0  | 0  | 6  | 3  | +3 |
| Suecia         | 6   | 3  | 2  | 0  | 1  | 6  | 3  | +3 |
| Finlandia      | 3   | 3  | 1  | 0  | 2  | 2  | 4  | -2 |
| China          | 0   | 3  | 0  | 0  | 3  | 1  | 5  | -4 |

- Los horarios corresponden a la Hora del Oeste Europeo (WET): UTC±00:00

| 7 de marzo | Suecia                                    | 3:0     | Finlandia | Estádio Algarve, Faro |  |
|            | Sjögran 22' · Svensson 34' · Nordin 90+1' | Reporte |           |                       |  |

| 7 de marzo | Estados Unidos               | 2:1     | China    | Estádio Algarve, Faro |  |
|            | Lilly 19' (pen.) · Lloyd 38' | Reporte | Duan 21' |                       |  |

| 9 de marzo | Suecia     | 1:0     | China | Estádio Algarve, Faro |  |
|            | Rohlin 90' | Reporte |       |                       |  |

| 9 de marzo | Estados Unidos | 1:0     | Finlandia | Estadio Municipal, Vila Real de Santo António |  |
|            | Lloyd 46'      | Reporte |           |                                               |  |

| 12 de marzo | Suecia                           | 2:3     | Estados Unidos               | Estadio Municipal, Vila Real de Santo António |  |
|             | Oqvist 71' · Svensson 83' (pen.) | Reporte | Wambach 39', 72' · Lloyd 44' |                                               |  |

| 12 de marzo | China | 0:2 | Finlandia                         | Estádio do Portimonense, Portimão |  |
|             |       |     | Rantanen 23' (pen.) · Talonen 31' |                                   |  |

### Grupo C
| Equipo   | Pts | PJ | PG | PE | PP | GF | GC | DG |
| -------- | --- | -- | -- | -- | -- | -- | -- | -- |
| Italia   | 9   | 3  | 3  | 0  | 0  | 7  | 2  | +5 |
| Islandia | 4   | 3  | 1  | 1  | 1  | 7  | 4  | +3 |
| Irlanda  | 2   | 3  | 0  | 2  | 1  | 3  | 6  | -3 |
| Portugal | 1   | 3  | 0  | 1  | 2  | 2  | 7  | -5 |

- Los horarios corresponden a la Hora del Oeste Europeo (WET): UTC±00:00

| 7 de marzo | Portugal    | 1:1     | Irlanda   | Estadio Municipal, Lagos |  |
|            | Martins 59' | Reporte | Curtis 7' |                          |  |

| 7 de marzo | Italia                 | 2:1 | Islandia                | Estadio Municipal, Lagos |  |
|            | Conti 21' · Panico 46' |     | Viðarsdóttir 45' (pen.) |                          |  |

| 9 de marzo | Portugal | 0:1     | Italia   | Estadio Municipal, Lagos |  |
|            |          | Reporte | Conti 9' |                          |  |

| 9 de marzo | Islandia       | 1:1 | Irlanda     | Estadio Municipal, Lagos |  |
|            | Logadóttir 36' |     | O'Toole 72' |                          |  |

| 12 de marzo | Portugal | 1:5     | Islandia                                                        | Estadio Municipal, Lagos |  |
|             | Dani 35' | Reporte | Jónsdóttir 6' · Magnúsdóttir 58', 78', 90' · Viðarsdóttir 90+3' |                          |  |

| 12 de marzo | Italia                                   | 4:1 | Irlanda   | Estadio Dr. Francisco Vieira, Silves |  |
|             | Panico 17' · Fuselli 58', 61' · Gama 64' |     | Byrne 35' |                                      |  |

## Fase final
- Los horarios corresponden a la Hora del Oeste Europeo (WET): UTC±00:00

### 11.º puesto
| 14 de marzo, 10:00 | Irlanda | 0:0 (5:4 p.) | Portugal | Estádio da Nora, Ferreiras |  |
|                    |         | Reporte      |          |                            |  |

### 9.º puesto
| 14 de marzo, 10:00 | Islandia                                                    | 4:1 | China            | Complexo Desportivo, Montechoro |  |
|                    | Lárusdóttir 68' · Samúelsdóttir 75' · Viðarsdóttir 81', 82' |     | Lou Xiaoxu 90+2' |                                 |  |

### 7.º puesto
| 14 de marzo | Italia      | 1:0 | Alemania | Estadio José Arcanjo, Olhão |  |
|             | Fuselli 81' |     |          |                             |  |

### 5.º puesto
| 14 de marzo | Noruega                   | 2:0 | Finlandia | Estadio Josino Costa, Lagoa |  |
|             | Wiik 55' · Storløkken 90' |     |           |                             |  |

### 3.º puesto
| 14 de marzo | Suecia                                      | 3:1     | Francia   | Estadio Municipal, Vila Real de Santo António |  |
|             | Öqvist 17' · Svensson 45+1' · Johansson 47' | Reporte | Ramos 68' |                                               |  |

### Final
| 14 de marzo | Estados Unidos        | 2:0     | Dinamarca | Estadio Municipal, Vila Real de Santo António |  |
|             | Lilly 12' · Lloyd 51' | Reporte |           |                                               |  |

| Campeón                   |
| Estados Unidos 5.º título |

## Goleadoras
| Jugadora                | Goles |
| ----------------------- | ----- |
| Carli Lloyd             | 4     |
| Hólmfríður Magnúsdóttir | 3     |
| Margrét Vidarsdóttir    | 3     |
| Silvia Fuselli          | 3     |